# Akadia (imię)
Akadia – imię żeńskie o znaczeniu "kraina obfitości". Obecnie jest to imię rzadko spotykane.
W innych językach:
- ang. Acadia